# Гаттала, Мартин
Мартин Га́ттала (чеш. Martin Hattala; 4 ноября 1821, Трстена — 11 декабря 1903, Прага) — словацкий учёный-славист, филолог, языковед, педагог. Член-корреспондент Санкт-Петербургской академии наук.

## Биография
Римско-католический священник (с 1848). Пиарист.
С 1854 читал лекции в пражском Карловом университете, с 1861 года — профессор славянской филологии (среди его учеников были О. О. Первольф и Самуэль Чамбел).

## Научная деятельность
Осуществил кодификацию словацкого языка.
Автор первой «Грамматики словацкого языка» (1850), сыгравшей значительную роль в нормализации словацкого литературного языка на среднесловацкой диалектической основе. Занимался также исследованиями чешского литературного языка.
Известен как ревностный поборник подлинности Краледворской рукописи, в защиту которой напечатал ряд статей в чешских периодических изданиях.
Переводчик «Слова о полку Игореве» на чешский язык.

## Избранные труды
- Kratka mluvnica slovenska (Prešpork, 1852);
- Vergleichende Grammatik der alt- und neutschechischen und slowakischen Sprache" (Прага, 1854);
- Syntax der tschechischen Sprache (1855);
- Slovnavaci mluvnice jazyka českeho a slovenskeho (Praha, 1857);
- Die Anfangsgründe der slowakischen Sprache (Вена, 1860);
- Mluvnica jazyka slovenskeho (Pešt', 1864);
- Antibarbarus der tschechischen Sprache (Прага, 1870) и др.